# Genius (religion romaine)
Ne doit pas être confondu avec Génie.

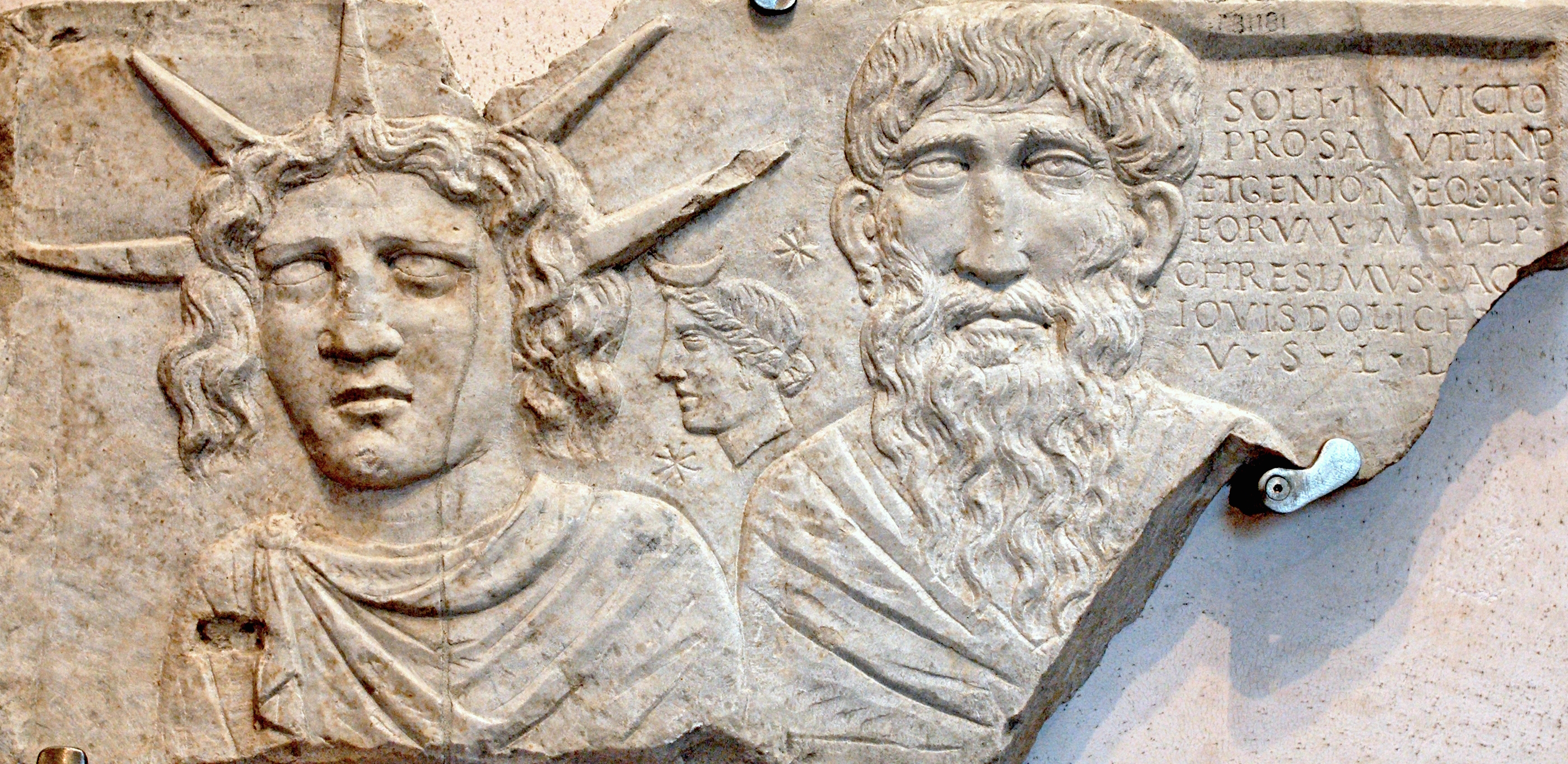
Plaque votive représentant le Soleil, la Lune et Iupiter Dolichenus, consacré au Soleil Invaincu et au génie de la garde à cheval impériale batave (equites singulares) pour la santé des empereurs.

Dans la religion romaine, un génie (genius en latin) est une instance individualisée d'une nature divine générale, se manifestant chez tout individu, dans chaque endroit ou dans chaque objet.

## Signification première
Dérivé d'appartenance de *gen(H1)- « lignage », genius a désigné, une fois substantivé, le « principe lignager » lui-même impliquant les talents, vertus et charismes qui lui sont attachés, avant de s'appliquer à l'individu, conséquence directe de deux évolutions connexes : le déclin du lignage et le développement de l'individualisme.
Le genius est la personnalité qui s'est constituée à la naissance de chacun, une sorte de double partageant ses caractères et ses goûts. Le genius est également un être séparé de l'individu, et en même temps, chargé de protéger celui-ci.
Par la suite, par assimilation d'autres représentations, le domaine du genius s'élargit. Il est associé aux Lares, allant même jusqu'à être confondu au plus familier d'entre eux, puis il rejoint la notion grecque de  δαίμων (daimōn).
Malgré sa familiarité, le genius des hommes garde une valeur limitée. Jusqu'à l'intervention des philosophes et des hellénisants, il ne constitue pas une divinité importante, les Lares et les Pénates occupant davantage l'esprit des Romains. Dans les rapports avec les dieux, cette entité moyenne ne joue aucun rôle.

## Génies protecteurs

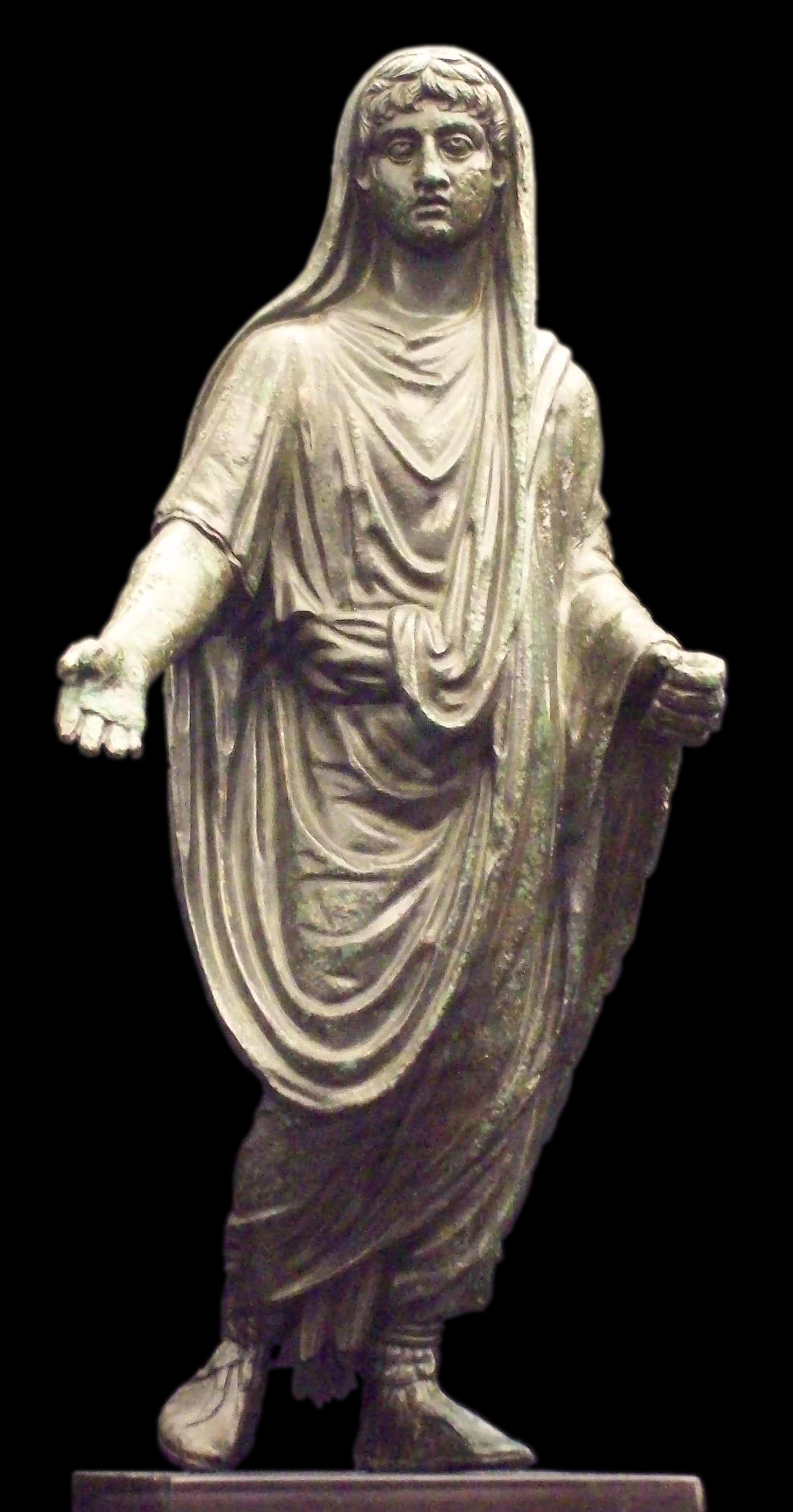
Genius de bronze du Ier siècle

Outre les divinités tutélaires — désignées par les noms de Pénates et de Lares—, les empires, les provinces, les villes, les campagnes, en un mot tous les lieux, ont leur génie protecteur, comme chaque homme a le sien. Chacun, le jour de son anniversaire, sacrifie à son génie, en lui offrant du vin, des fleurs, de l'encens. Toutefois, on n'égorge pas de victime dans ces sortes de sacrifices.
Les Lares et les Pénates sont des divinités spécialement honorées par les Romains, bien que les Grecs invoquent souvent aussi les dieux du foyer domestique. Mais ces deux peuples croient également aux génies, aux bons qui protègent et portent au bien, ainsi qu'aux mauvais qui nuisent et portent au mal.
Dans les relations sociales, veiller à ne pas offenser le génie de quelqu'un est une attitude de courtoisie usuelle. Inversement, l'offenser constitue un outrage grave. Ainsi, dans son roman le Satyricon, Pétrone mentionne cette punition dans les comptes-rendus du secrétaire de Trimalcion « L’esclave Mithridate a été mis en croix parce qu’il avait blasphémé contre le génie de notre maître Gaïus ». De même, un peu plus loin, lorsque Nicéros raconte une histoire de loup-garou, il l’atteste comme véridique et l'achève par ces mots, de crainte de n'être pas pris au sérieux : « Quant à moi, si je mens, je veux que vos génies me punissent ».
Sous l'Empire, le culte du génie de l'empereur est une composante du culte impérial. Est également célébré le génie de diverses collectivités, ainsi qu'en témoignent les dédicaces figurées sur les revers monétaires : GENIO POPVLI ROMANI (« au génie du peuple romain »), ou à des cités : génie de Rome, génie de Lugdunum.
Les femmes aussi ont leurs génies : il s'agit de leur Junon.

### Figures artistiques
Le bon génie est représenté sous la figure d'un beau jeune homme, couronné de fleurs ou d'épis de blé ; le mauvais génie, sous les traits d'un vieillard à la barbe longue, aux cheveux courts, et portant sur la main un hibou, oiseau de la sagacité ou de la mort (animal lié à la déesse Athéna).
Le génie du lieu, genius loci est représenté sous la forme d'enfants, de jeunes gens ailés, de vieillards, ou parfois, de serpents vivants.

#### Galerie

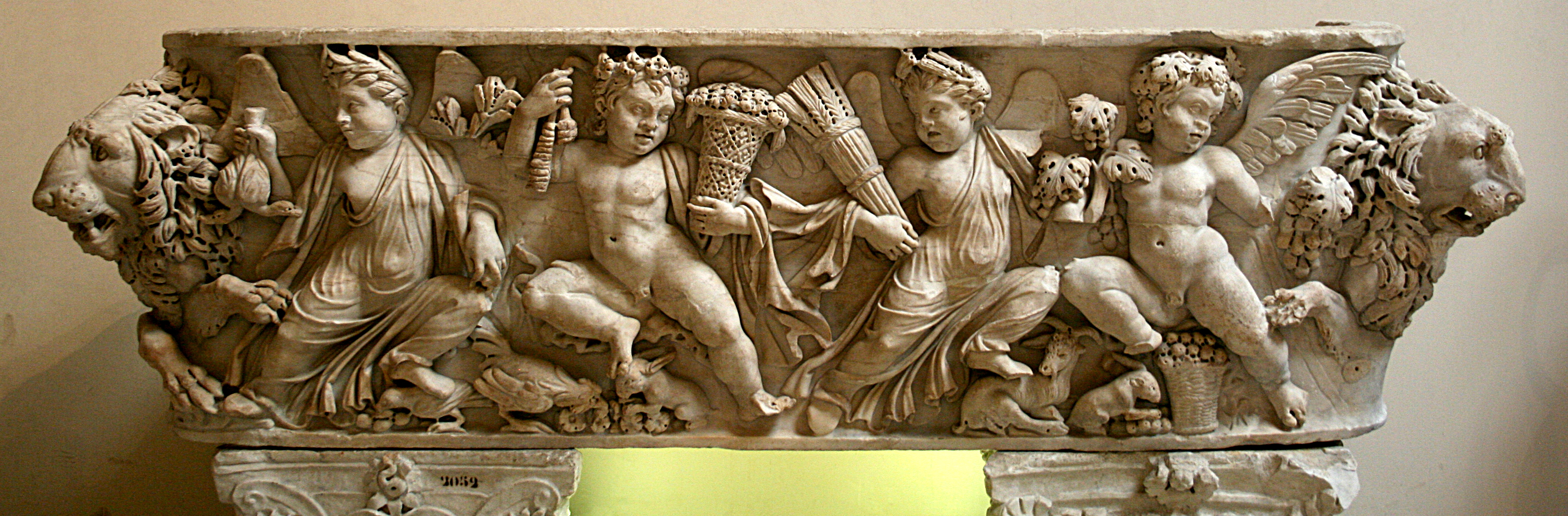
Sarcophage aux putti des moissons et des vendanges, Musei Capitolini.
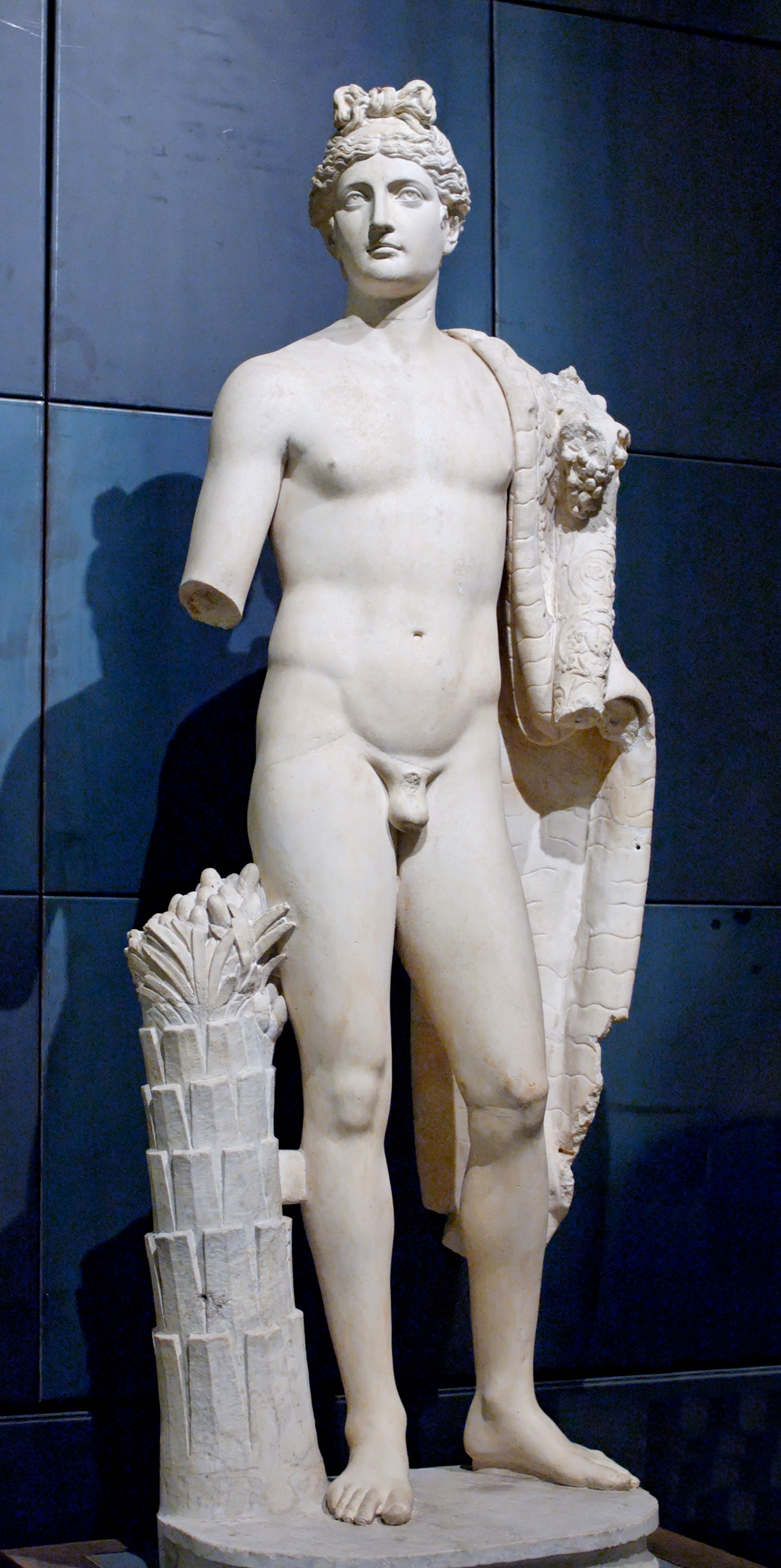
Le génie de l'empereur Domitien, avec l'égide et une corne d'abondance[Note 2].
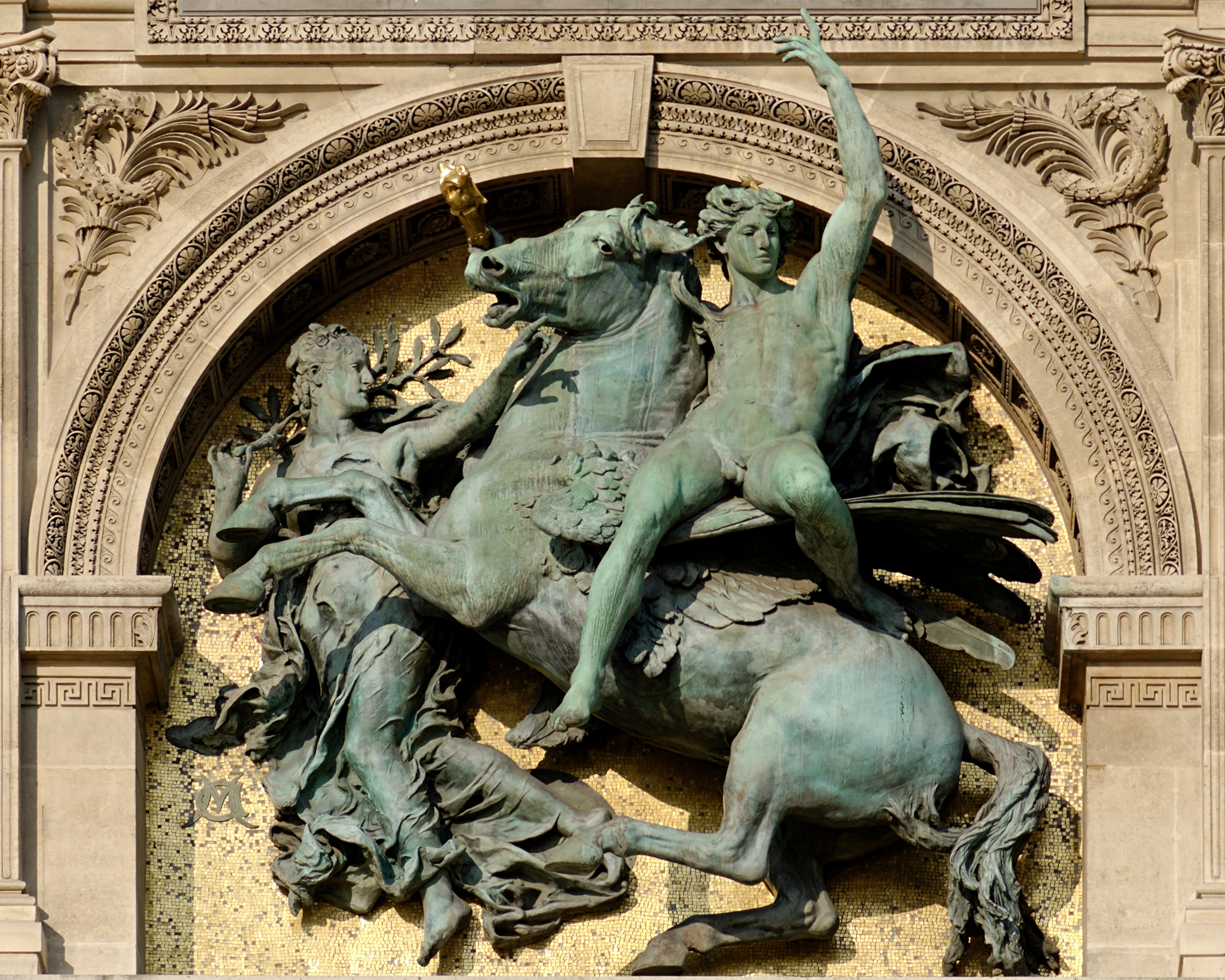
Le génie des Arts par Antonin Mercié[Note 3].
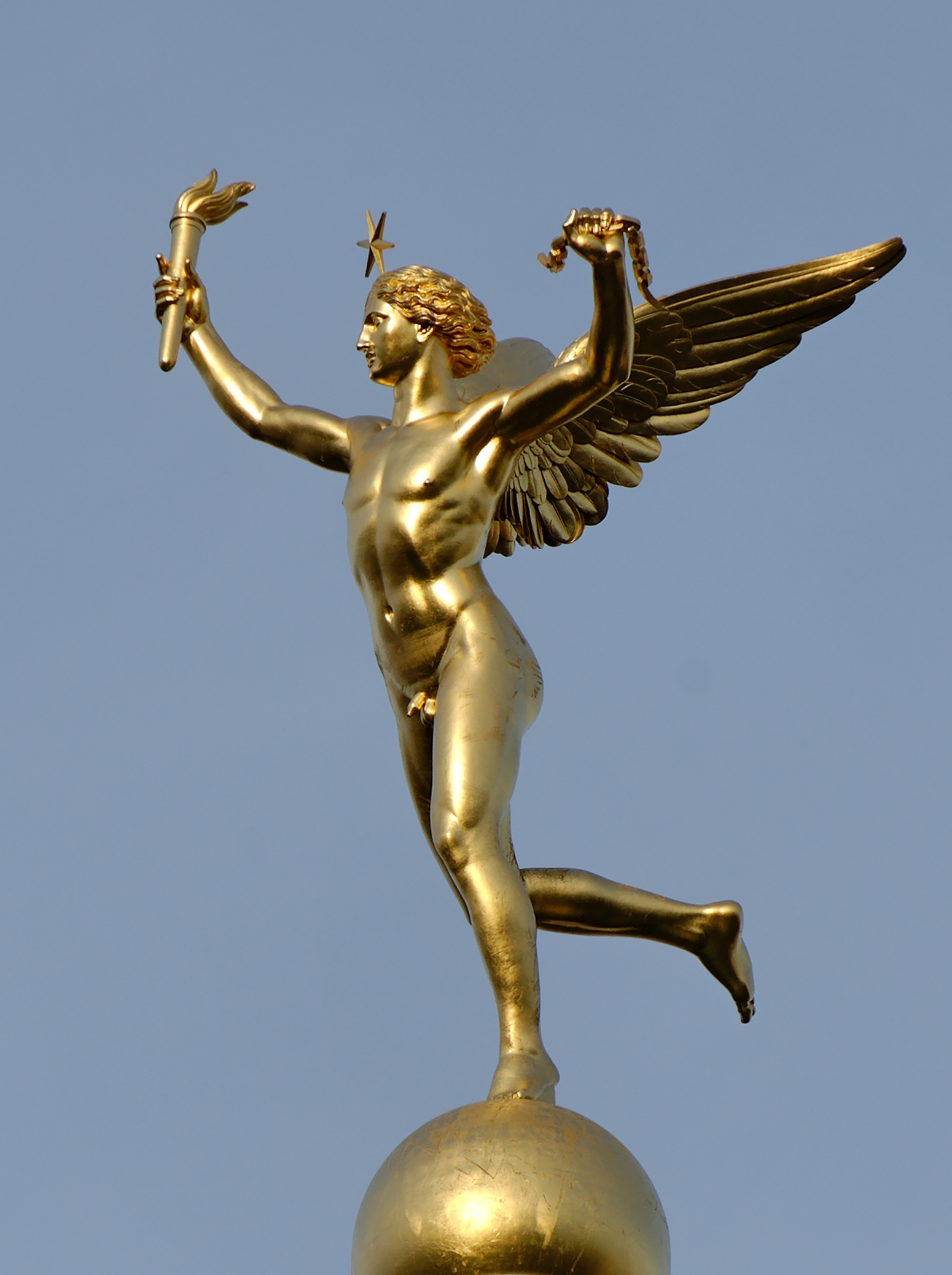
Le génie de la Liberté par Auguste Dumont[Note 4].
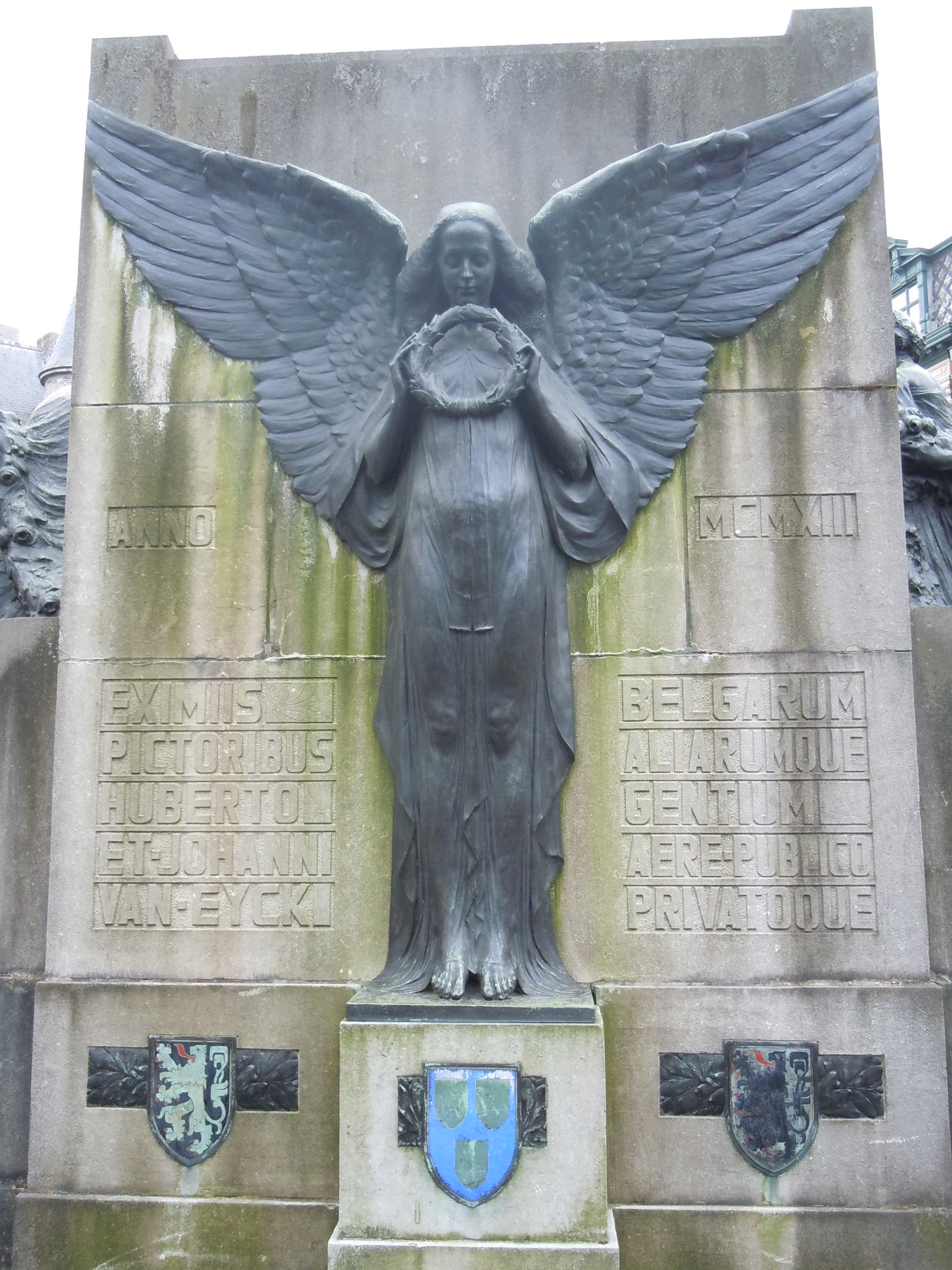
Le génie de la peinture par Geo Verbanck[Note 5].